# Вальсторф (Мекленбург)
Вальсторф (нем. Wahlstorf) — община в Германии, в земле Мекленбург-Передняя Померания.
Входит в состав района Пархим. Подчиняется управлению Эльденбург Любц. Население составляет 148 человек (на 31 декабря 2010 года). Занимает площадь 12,46 км².
Община подразделяется на 5 сельских округов.